# Impacts du changement climatique sur le sport
 (mai 2025).
Le changement climatique est susceptible de compliquer la pratique sportive en conséquence de plusieurs facteurs : « l’augmentation de la pollution de l’air, l’accentuation des précipitations locales, l’augmentation de la fréquence et de l’intensité des vagues de chaleur, et la potentielle augmentation des catastrophes naturelles ».

## Impact sur l'activité physique
Selon un rapport de la WWF, le nombre de jours où la pratique sportive est possible pourrait diminuer de 24 jours à deux mois par an en fonction du scénario. 

### Vagues de chaleur
En cas de forte chaleur, l'OMS recommande d'éviter de « faire des activités intenses pendant les heures les plus chaudes de la journée ». En France, le ministère de la santé recommande en cas de canicule d' « éviter les efforts physiques ».

#### Déshydratation
L'augmentation du nombre et de l'intensité des vagues de chaleur augmente le risque de déshydratation chez les sportifs et les spectateurs. Quelques cas : 
- lors du marathon de Boston 2012, où les températures dépassaient les 30 °C au mois d'avril, 2 100 coureurs ont été soignés pour déshydratation et autres blessures liées à la chaleur,

- lors du marathon de Chicago 2017, à cause de la chaleur intense, où les températures dépassaient les 30 °C, 350 coureurs ont été hospitalisés et un coureur est décédé[6],
- lors de l'Open d'Australie 2018, où les températures ont atteint les 40 °C, la joueuse de tennis Simona Halep avait été hospitalisée pour déshydratation après sa défaite.

## Changement dans l'organisation d'évènements sportifs

### Annulation d'évènements
Les conditions de températures et d'humidié impropres à l'activité sportive peuvent entrainer l'annulation ou le report d'évènements sportifs. Le marathon de Montréal de 2017 a par exemple été annulé à cause de la chaleur. En 2023 et 2024, la Fédération internationale de ski et de snowboard (FIS) a annulé 26 courses sur 616 pour des raisons météorologiques.

### Déplacement de l'horaire
Certains évènements pourraient être décalés vers des horaires plus nocturnes, comme le marathon féminin des Championnats du monde d'athlétisme 2019 à Doha qui s'est déroulé en pleine nuit.

### Déplacement du lieu
Le marathon des Jeux olympiques d'été de 2020 a été déplacé plus au nord, de Tokyo à Sapporo « où les températures estivales sont plus clémentes ».

## Sports spécifiquement impactés

### Sports sur gazon
Avec une élévation de la température moyenne planétaire, un risque accru de stress hydrique des pelouses serait entrainé par les vagues de chaleur et la sècheresse.

### Canoë-kayak
Le nombre de jours dans l'année où la pratique du canoë-kayak est possible pourrait diminuer à cause d'un débit d'eau insuffisant.

### Sports d'hiver
Le changement climatique expose certaines stations à « un risque très élevé de pénurie de neige ». Par exemple, d'après le plan national d'adaptation au changement climatique (PNACC) sport 2024, le manteau neigeux des Alpes en hiver diminuerait de 30% avec un scénario à + 2,7 °C en France, et l'enneigement diminuerait d'un mois par degré de réchauffement. Ainsi dans les Alpes, pour la saison 2023-2024, « 90 % de toutes les pistes situées dans les Alpes italiennes avaient eu recours à la neige artificielle ». Les besoins importants en eau des canons à neige pourrait créer des conflits d'usage.